# Bednja (rijeka)
Bednja  je rijeka koja cijelim tokom teče kroz Hrvatsku i desna pritoka rijeke Drave. Izvire kod Trakošćana u Maceljskom gorju u Hrvatskom zagorju. Teče kroz mjesta Bednju, Lepoglavu, Ivanec, Beletinec, Novi Marof i Varaždinske Toplice, Ludbreg te se ulijeva u Dravu kod Malog Bukovca blizu Ludbrega. Ona čini sjevernu prirodnu granicu i odvaja planinu Kalnik od Topličkog gorja zapadno i od Podravine istočno.
Rijeka Bednja ima dva izvora. Jedan je kod mjesta Bednice, a drugi iz Trakošćanskog jezera. Spajaju se u mjestu Trakošćan.
Bednja ima izvor i ušće u Hrvatskoj i cijelim svojim tokom teče unutar Hrvatske.

## Pritoci
- Crnoglavec, Trnovčica, Drenovec, Rakovec, Ljuba potok, Korunščak, Bistrica, Marinšek, Voča, Žarovnica[1]